# Niuatoputapu

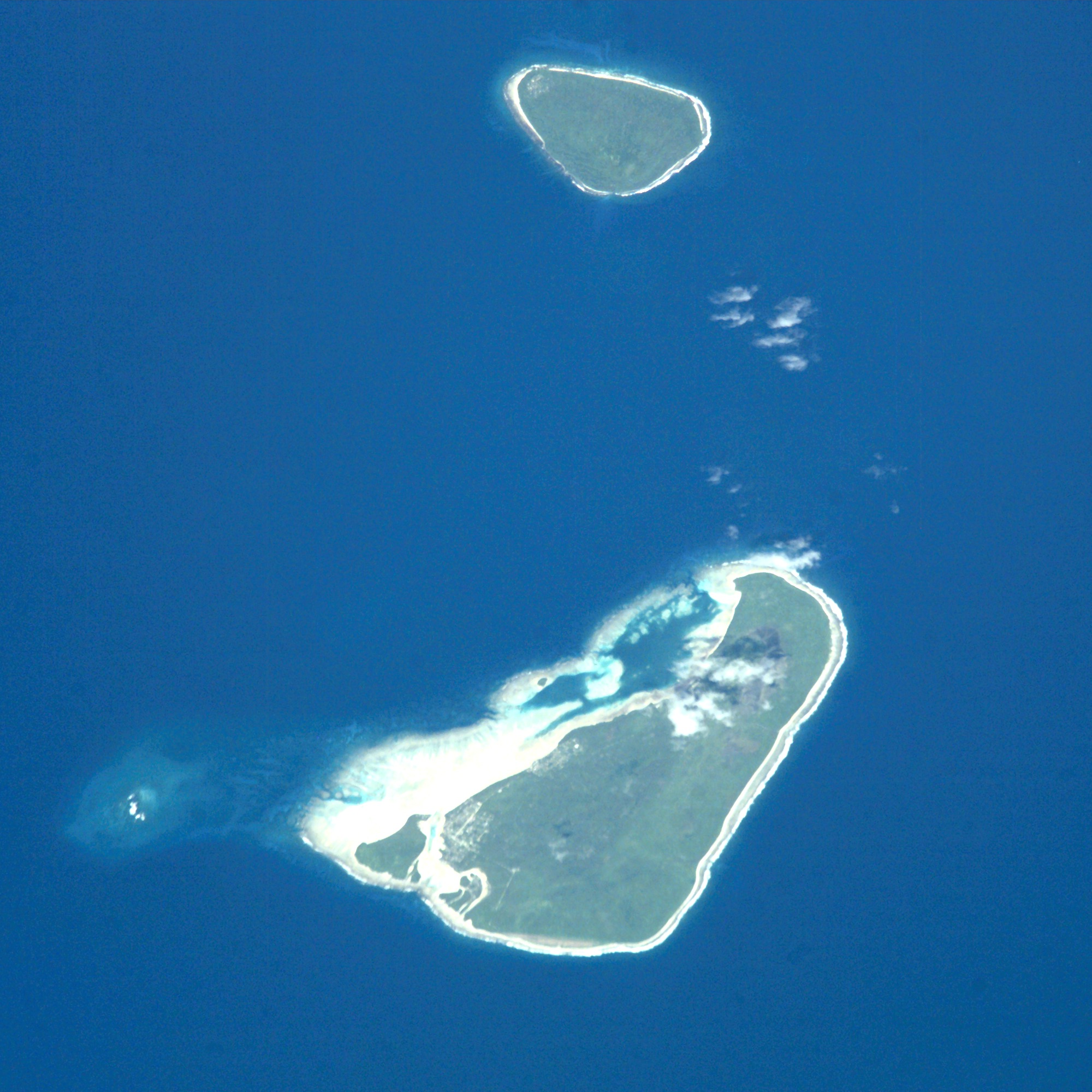
Vista de satélite da ilha.

Niuatoputapu é uma ilha no arquipélago de Tonga, no Oceano Pacífico. Seu nome significa ilha sagrada. A ilha também é conhecida como Ilha Keppel.
Niuatoputapu está localizada ao norte do país, a 300 km de Vava'u, perto da fronteira com Samoa. Seus vizinhos mais próximos são a pequena ilha de Tafahi, apenas 9 quilômetros a norte-nordeste, e a ilha de Niuafo'ou. As três ilhas juntas formam a divisão administrativa do Niuas. Há um aeroporto em Niuatoputapu, o Aeroporto de Mataaho, que é designado para aceitar vôos internacionais. A população de Niuatoputapu era de 934 habitantes em 2006. Os habitantes antigamente falavam a língua Niuatoputapu, mas ela já foi extinta há séculos. 